# Малка Ливада
Вижте пояснителната страница за други значения на Ливада.
Малка Ливада (гръцки: Μικρά Λιβάδια, Ливадия или Μεγάλα Λιβάδια, Мегала Ливадия или Μικρό Λιβάδι, Микро Ливади) е бивше село в Егейска Македония, Гърция, на територята на дем Пеония в административна област Централна Македония. Селото традиционно има арумънско население.

## География
Селото е било разположено на 2 km югоизточно от Голема Ливада (Мегала Ливадия), на плато в центъра на планината Паяк (Пайко), на надморска височина от около 1170 m.

## История

### В Османската империя
Малка Ливада е основана заедно с Голема Ливада през XVIII век от арумъни бежанци от Епир, притиснати от албанския натиск. Първите заселници се установяват на платото около 1760 година. В 1769 година следват нови преселнически вълни отново от Грамоща, но и от Москополе, разрушен в същата година за пръв път от албанците. Миграционната вълна се засилва при управлението на Али паша Янински (1788 - 1820). Между 1812 и 1816 година на платото се установяват семейства от Периволи, а след 1856 година се заселват и бежанци от Самарина. Половината землище на Ливада преди заселването на арумъните е принадлежала на Баровица, а половината на Лесково.
Тези първи заселници първоначално живеят разпръснато. В началото на XVIII век се основава село Малка Ливада, а между 1830 и 1840 година са построени първите каменни къщи в Голема Ливада. Отделните махали на селото носят имената на старите селища – Мисякани, Грамущанли, Пириволате. Жителите на Ливада традиционно продължават да се занимават с номадско скотовъдство и макар да са обградени от влахомъгленски села, те запазват арумънския си език и различния начин на живот, носия и нрави.
Голема и Малка Ливада се превръщат във важни икономически центрове в района, като власите поддържат търговия с Енидже Вардар, Гевгели и Солун. Макар и отделно селище, Мала Ливада често е броена към Голема Ливада. По данни на Българската екзархия в 1910 година Малка Ливада има 100 семейства, 400 жители власи.

### В Гърция
През войната селото е окупирано от гръцки части и остава в Гърция след Междусъюзническата война. Първото гръцко преброяване показва 355 жители в Малка Ливада, но според други сведения двете села Голема и Малка имат над 5500 жители. Селата пострадват силно през Първата световна война, когато са на практика разрушени и жителите им за две години (1916 - 1918) са разпръснати. Упадъкът на селото се засилва и от появилата се грипна епидемия. Преброяването от 1920 година показва 0 жители в Голема Ливада, но то е правено през декември, когато местните скотовъдци зимуват със стадата си в Тесалия и на Халкидика. Заселването на бежанци от Мала Азия, бедността и продължаващата румънска пропаганда засилват изселническите вълни - над 1/3 от жителите на Ливада емигрират в Румъния и се установяват в Добруджа. В 1925 година официално в Румъния се изселват 100 семейства, заселени в добруджанските села Арабаджилар и Асъкьой. Боривое Милоевич пише в 1921 година („Южна Македония“), че Голема Ливада има 850 къщи власи християни, а Мала Ливада има 150 къщи власи християни. От 1928 година жителите са броени към Голема Ливада. Други данни показват, че от 100 влашки семейства към 1912 година до 1928 година се изселват 50 семейства.
По време на Втората световна война на 4 май 1943 година германските окупационни части заедно с местни българи разграбват и опожаряват двете села. Ливада пострадва силно и в последвалата Гражданската война. Жителите на двете села се разселват в над 40 селища. Във Воденско Свети Илия, Калиница, Колибите, Свети Георги, Врежот, Долно Власи, Голо село, Бабяни, Обор, Къшлар, Въдрища, Ново Въдрища, Спирлитово и Енидже Вардар. От Кукушко - Гумендже, Боймица, Ашиклар, Ругуновец, Баялци, Драгомирци, Казаново, Кокардза, Кара Ахматли и Кукуш. В Солунско - Доганджиево, Коняри, Ени махала, Градобор, Ново село, Даутбал, Додулари, Харманкьой (Евосмос), Менемени, Юренджик, Лембед, Илиджиево, Пейзаново, Ексохи, Хортач, Пилеа, Седес, Агия Триада, Агиос Василиос, Балевец и Солун.
| Година    | 1913 | 1920 | 1928 | 1940 | 1951 | 1961 | 1971 | 1981 | 1991 | 2001 | 2011 | 2021 |
| --------- | ---- | ---- | ---- | ---- | ---- | ---- | ---- | ---- | ---- | ---- | ---- | ---- |
| Население | 355  | 0    |      |      |      |      |      |      |      |      |      |      |